# (17253) VonSecker
(17253) Vonsecker est un astéroïde de la ceinture principale.

## Description
(17253) Vonsecker est un astéroïde de la ceinture principale. Il fut découvert le 12 avril 2000 à Socorro (Nouveau-Mexique) par le projet LINEAR. Il présente une orbite caractérisée par un demi-grand axe de 2,35 UA, une excentricité de 0,14 et une inclinaison de 8,5° par rapport à l'écliptique.

## Compléments